# Batalha da Praia da Vitória
A batalha da Praia foi um combate naval ocorrido no dia 11 de agosto de 1829, na baía da então Vila da Praia, em que forças miguelistas intentaram um desembarque naquele trecho do litoral da ilha Terceira, nos Açores. Por pouco que não foi uma derrota liberal devido à retirada de duas colunas postadas num pequeno ponto de vista no Litoral da ilha que desencadeou o caos nas linhas liberais. A derrota dos miguelistas neste recontro foi decisiva para a afirmação e posterior vitória das ideias liberais em Portugal.

## História
O dia 11 de agosto apresentou-se com nevoeiro e tempo brusco, com pancadas de chuva e rajadas de vento. No mar, apresentou-se uma esquadra composta por vinte e uma embarcações, sob o comando do almirante José Joaquim da Rosa Coelho (1773-1833), com cerca de 3 mil homens, artilhada com um total de 370 canhões:
- 1 nau (nau D. João VI)
- 3 fragatas (Fragatas "Pérola", "Dianna" e "Amazona")
- 1 corveta (Corveta "Princeza Real")
- 5 charruas (Charruas "Jaya Cardozo", "Galatea", "Orestes", "Princeza da Beira" e "Princeza Real")
- 5 brigues (Brigues "13 de Maio", "Infante D. Sebastião", "Providência", "Glória" e "Devina Providência")

A força de desembarque era comandada pelo coronel Azevedo Lemos (que, em agosto de 1828 conquistara a Madeira), transportada em:
- 2 patachos (Patachos "Bom-fim" e "Carmo e Almas")
- 2 escunas (Escunas "da Graciosa" e "Triunfo d'Inveja")
- 2 iates (Iates "Bom Despacho" e "Santa Luzia")

A esta força acrescentavam-se seis barcas canhoneiras, cada uma com uma peça.
Pelo lado de terra, um arco de pequenos fortes de marinha e baterias, leais a Maria II de Portugal, defendiam aquele trecho de litoral com cerca de cinco quilómetros de extensão:
- Forte de Santa Catarina
- Bateria de São José
- Bateria de São Caetano
- Forte de Santo Antão
- Bateria de São João
- Forte das Chagas
- Forte da Luz
- Forte do Porto
- Forte do Espírito Santo.[2]

A batalha iniciou-se com a clássica abertura de pesado fogo da artilharia dos navios da esquadra sobre os fortes, tendo o bombardeamento se estendido por quatro horas. Estima-se que foram disparados, pelos navios, cerca de 5 mil tiros, a que os fortes resistiram como puderam.
Com o vento Oeste impelindo os navios para Leste, os invasores intentaram um primeiro desembarque junto ao Forte do Espírito Santo seguido por um segundo, mais para dentro do areal e próximo à Vila da Praia, a coberto da artilharia embarcada. Ambas as tentativas foram, entretanto, repelidas pelos defensores em terra, os chamados "Voluntários da Rainha", homens recém-incorporados, com pouco treino, sob o comando de militares liberais evadidos de outras unidades do Exército Português e que haviam conseguido alcançar a ilha.
Ao fim do dia de luta os Miguelistas levantaram ferro, deixando nas mãos dos liberais algumas centenas de mortos e prisioneiros. A derrota Miguelista é atribuída a erros de estratégia por parte de seus comandantes.
A vitória liberal nesta batalha transformou a percepção da Terceira, antes considerada como "a ratoeira", agora vista como "baluarte da liberdade".
Após o fim do conflito, a soberana concederia à vila o título de Praia da Vitória.

## Navios
| Frota Miguelista | Frota Miguelista | Frota Miguelista | Frota Miguelista               | Frota Miguelista | Frota Miguelista | Frota Miguelista | Frota Miguelista |
| Almirante ? | Almirante ?      | Almirante ?      | Almirante ?                    | Almirante ?      | Almirante ?      | Almirante ?      | Almirante ?      |
| Navio | Tipo de navio    | Canhões          | Comandante                     | Causas           | Causas           | Causas           | Notes            |
| Navio | Tipo de navio    | Canhões          | Comandante                     | Mortos           | Desaparecidos    | Total            | Notes            |
| --- | ---------------- | ---------------- | ------------------------------ | ---------------- | ---------------- | ---------------- | ---------------- |
| "Dom João VI" | Nau de linha     | 76               | Capitão: José Gregório Pegado  |                  |                  |                  | Navio Almirante  |
| "Amazona" | Fragata          | 54               | Capitão: Joaquim José da Cunha |                  |                  |                  |                  |
| "Pérola" | Fragata          | 44               | Comodoro: ? Capitão: ?         | 1                | 5                | 6                |                  |
| "Dianna" | Fragata          | ???              | Capitão:                       |                  |                  |                  |                  |
| " Portuense" | Corveta          | 26               | Capitão: Blackstone            |                  |                  |                  |                  |
| "Vila Flor" | Brigue           |                  | Capitão: Ruxton                | 11               | 12               | 23               |                  |
| "Maia e Cardoso" | Charrua          | ??               |                                |                  |                  |                  |                  |
| "Galatea" | Charrua          | ??               |                                |                  |                  |                  |                  |
| "Orestes" | Charrua          | 24               |                                |                  |                  |                  |                  |
| Desconhecido | Vapor            | ??               |                                |                  |                  |                  |                  |
| Desconhecido | Vapor            | ??               |                                |                  |                  |                  |                  |
| lllll |                  |                  |                                |                  |                  |                  |                  |
| Fonte: "Pozição dos Navios da Esquadra Portugueza na Bahia da Villa da Praia (Ilha Terceira) no combate do dia 11 de agosto de 1829". Acervo: Biblioteca Nacional, Lisboa. |                  |                  |                                |                  |                  |                  |                  |